# Tamiji Kitagawa
Tamiji Kitagawa (北川 民次, Kitagawa Tamiji) est un peintre japonais des XIXe – XXe siècles, né le 17 janvier 1894 à Ushio, mort en 1989. Il est actif aux États-Unis et à Mexico (Mexique).

## Biographie
Kitagawa Tamiji arrive aux États-Unis en 1913. Avec son ami Yasuo Kuniyoshi, il assiste aux cours donnés par John Sloan, à l'Art Students League of New York. Dix ans plus tard, il s'installe au Mexique, où il poursuit ses études artistiques à l'école des Beaux-Arts de Mexico, ce qui l'amène à enseigner à l'école d'Art de Taxco. En 1936, de retour au Japon, ses toiles reflétant l'influence mexicaine éveillent un vif intérêt dans les cercles d'art. Il fait un nouveau séjour au Japon en 1955-1956. En 1964, il reçoit le prix Mainichi.
Le musée municipal de Nagoya et le musée de la préfecture de Shizuoka organisent une exposition rétrospective de son œuvre en 1989.